# Turó del Castell (Tavertet)
El Turó del Castell és una muntanya de 851 metres que es troba al municipi de Tavertet, a la comarca catalana d'Osona.
Al cim s'hi pot trobar un vèrtex geodèsic (referència 295097001).